# Oleh Omelchuk
Oleh Petróvych Omelchuk (en ucraniano: Олег Петрович Омельчук; Velyki Selyshcha, URSS, 7 de junio de 1983) es un deportista ucraniano que compite en tiro, en la modalidad de pistola.
Participó en cuatro Juegos Olímpicos de Verano, entre los años 2008 y 2020, obteniendo una medalla de bronce en Tokio 2020, en la prueba de pistola de aire 10 m mixto (junto con Olena Kostevych), el cuarto lugar en Pekín 2008 (pistola 50 m) y el quinto en Londres 2012 (pistola 10 m).
Ganó una medalla de bronce en el Campeonato Mundial de Tiro de 2018 y once medallas en el Campeonato Europeo de Tiro entre los años 2011 y 2025. En los Juegos Europeos de Minsk 2019 consiguió una medalla de plata en la prueba de pistola 10 m.

## Palmarés internacional
| Juegos Olímpicos   | Juegos Olímpicos         | Juegos Olímpicos  | Juegos Olímpicos   |
| Año                | Lugar                    | Medalla           | Prueba             |
| ------------------ | ------------------------ | ----------------- | ------------------ |
| 2020               | Tokio (Japón)            | Medalla de bronce | Pistola 10 m mixto |
| Campeonato Mundial |                          |                   |                    |
| Año                | Lugar                    | Medalla           | Prueba             |
| 2018               | Changwon (Corea del Sur) | Medalla de bronce | Pistola 10 m mixto |
| Juegos Europeos    |                          |                   |                    |
| Año                | Lugar                    | Medalla           | Prueba             |
| 2019               | Minsk (Bielorrusia)      | Medalla de plata  | Pistola 10 m       |
| Campeonato Europeo |                          |                   |                    |
| Año                | Lugar                    | Medalla           | Prueba             |
| 2011               | Brescia (Italia)         | Medalla de bronce | Pistola 10 m       |
| 2013               | Odense (Dinamarca)       | Medalla de bronce | Pistola 50 m mixto |
| 2014               | Moscú (Rusia)            | Medalla de oro    | Pistola 10 m       |
| 2016               | Győr (Hungría)           | Medalla de plata  | Pistola 50 m mixto |
| 2018               | Győr (Hungría)           | Medalla de bronce | Pistola 10 m mixto |
| 2019               | Osijek (Croacia)         | Medalla de oro    | Pistola 10 m mixto |
| 2019               | Lonato (Italia)          | Medalla de bronce | Pistola 50 m mixto |
| 2021               | Osijek (Croacia)         | Medalla de oro    | Pistola 50 m       |
| 2024               | Győr (Hungría)           | Medalla de oro    | Pistola 10 m mixto |
| 2024               | Osijek (Croacia)         | Medalla de bronce | Pistola 50 m       |
| 2025               | Châteauroux (Francia)    | Medalla de plata  | Pistola 50 m       |